# Poemenia pedunculata
Poemenia pedunculata är en stekelart som beskrevs av He 1996. Poemenia pedunculata ingår i släktet Poemenia och familjen brokparasitsteklar. Inga underarter finns listade i Catalogue of Life.